# Accident (série télévisée, 2024)
Pour les articles homonymes, voir Accident (homonymie).
Accident (Accidente) est une série télévisée dramatique mexicaine en 10 épisodes d'environ 45 minutes créée par Leonardo Padrón et diffusée à l'international le 21 août 2024 sur Netflix.

## Synopsis
Un accident tragique change radicalement la vie de plusieurs familles, déclenchant une spirale de culpabilité, de ressentiment et de violence, qui les conduira à explorer les limites les plus extrêmes de la douleur, de la résistance et de la pitié.

## Distribution

### Acteurs principaux
- Ana Claudia Talancón (VF : Flora Brunier) : Daniela Robles
- Sebastian Martínez (VF : Julien Allouf) : Emiliano Lobo
- Alberto Guerra (VF : Marc Arnaud) : Agustín « Charro » Mejía
- Eréndira Ibarra (VF : Ingrid Donnadieu) : Guadalupe « Lupita » Barranco
- Shaní Lozano (VF : Marine Periat) : Yolanda Cuenca
- Silverio Palacios (VF : Jérôme Wiggins) : Ramón « Moncho » Gómez
- Erick Elías (VF : Gilduin Tissier) : Fabián Vallejo
- Erik Hayser (VF : Boris Rehlinger) : David Matamoros
- Regina Blandón (VF : Vanessa Van-Geneugden) : Carla Robles
- Macarena García Romero (VF : Audrey Sablé) : Lucía Lobo
- Sebastian Dante (VF : Clément Corinthe) : Alex Mejia
- Ruben Zamora (VF : Pierre Tessier) : Javier Serrano
- Valentina Acosta (VF : Claire Morin) : Brenda Malpica
- Luis Ernesto Franco (VF : Damien Ferrette) : Ulises Quijada
- Pau Menna (VF : Eva Tartavel) : Paula Vallejo
- Paulina Dávila (VF : Esthèle Dumand) : Roxana Gallardo
- Giuseppe Gamba (VF : Rémi Caillebot) : Mauricio Campos
- Mauricio Isaac (VF : Igor Chometowski) : Plutarco Santos
- Horacio Garcia Rojas (VF : Laurent Maurel) : Fonseca
- Yago Andreu Sandoval (VF : Noé Chabbat) : Rodrigo Lobo
- Guillermo Proal (VF : Frédéric Philippe) : Docteur de Lucie
- Guillermo Nava (VF : Julien Sommer) : Horacio
- Estefania Loaiza (VF : Anastasia Cassandra) : Professeure d'école
- Regina Reynoso (VF : Alice Orsat) : Salomé
- Cayetano Arámburo : Peyote
- Damián Alvarado : Quique Gómez
- Myriam Cortés : Julita Gómez
- Emmanuel Varela : Charro's Lawyer
- Gabriela Núñez : Yolanda's Neighbour
- Dhaniel Cardoza : Gabriel Mejia
- Diego Bernal : Nicolás
- Esteban Soberanes : Eulogio Pinto Rosales

## Production

### Tournage
La série a été annoncée sur Netflix.  Le tournage de la série a commencé en septembre 2023. La bande-annonce de la série est sortie le 24 juillet 2024.

### Fiche technique
Sauf indication contraire, les informations mentionnées dans cette section peuvent être confirmées par la base de données cinématographiques IMDb,  présente dans la section « Liens externes ».
- Titre original : Accidente
- Titre français : Accident
- Création : Leonardo Padrón
- Réalisation : Klych López et Gracia Querejeta
- Scénario : Carlos Eloy Castro, Christian Jimenez, Leonardo Padrón et Doris Seguí
- Casting : Jessica Caldrello
- Costumes : Tania Dominguez, David Ruiz Gameros et Estrella Lorrabaquio
- Son : Joaquín Corona, Martín Escamilla, Arturo Peters, Sergio Salazar, Arturo Zarate, Rodrigo López Turko et Emiliano Lopez Coronado
- Montage : Juan Carlos Arroyo
- Production : Andres Barahona
  - Production déléguée : Ghunter Kurczyn
- Sociétés de production : Netflix, Mar Abierto Productions
- Sociétés de distribution (télévision) : Netflix
- Pays d'origine :  Mexique
- Langue originale : espagnol
- Format : couleur
- Genre : thriller, drame, suspense
- Durée : 40 – 50 minutes
- Date de première diffusion :
  - Monde: 21 août 2024 sur Netflix
- Classification : déconseillé aux moins de 16 ans

Adaptation
Version française
- Société de doublage : Dubbing Brothers
- Direction artistique : Thierry Wermuth
- Adaptation des dialogues : Barbara Liétaer
- Ingé-son : Corentin Vernet
- Gestion de projet : Camille Maréchal

 Source et légende : version française (VF) sur RS Doublage

## Épisodes
1. Chambres vides (Habitaciones vacías)
2. Qu'est-ce qui pourrait mal tourner ? (¿Qué puede salir mal?)
3. Tout le monde est suspect (Rueda de sospechosos)
4. D'une tempête à l'autre (La tormenta después de la tormenta)
5. Confrontations (Confrontación)
6. Mea culpa (Mea Culpa)
7. Dommage collatéraux (Daños colaterales)
8. Les recherches (Búsqueda)
9. Pénitence (Penitencia)
10. Le verdict (La sentencia)